# Bernhard von der Heydt

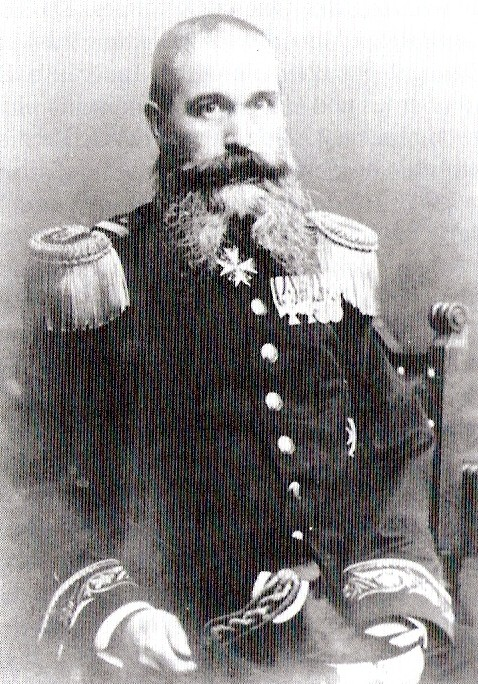
Bernhard von der Heydt

Bernhard Freiherr von der Heydt (* 25. September 1840 in Elberfeld (heute Stadtteil von Wuppertal); † 9. Januar 1907 in Wannsee bei Berlin) war ein preußischer Politiker und Landrat des Obertaunuskreises.

## Ausbildung und Leben
Bernhard von der Heydt erhielt zunächst Privatunterricht, bevor er auf das Friedrich-Wilhelm Gymnasium in Berlin wechselte, wo er 1859 das Abitur ablegte. Er studierte an der Universitäten Berlin und Bonn Landwirtschaftslehre und machte Praktika in Schlesien, Sachsen und Hannover. Krankheitsbedingt brach er das Studium jedoch vor dem Abschluss ab und verbrachte mehrere Jahre in Bonn, wo er Jura und Nationalökonomie studierte, jedoch wieder ohne ein Examen abzulegen.

## Verwaltungskarriere und Landrat
1871 und 1872 arbeitete Bernhard von der Heydt im Landratsamt des Landkreises Bonn und den Provinzialregierungen Düsseldorf und Wiesbaden, schied aber aus dem Staatsdienst aus, nachdem eine Bewerbung als Landrat des Kreises Mettmann nicht erfolgreich war. In der Folge wurde er mehrfach kurzfristig mit der Verwaltung von Ämtern und Landkreisen beauftragt (Amt Rüdesheim, ab 11. Oktober 1874 Landkreis Euskirchen und später Landkreis Malmedy). 1879 legte Bernhard von der Heydt bei der Provinzialregierung in Aachen die Landratsprüfung ab und wurde im gleichen Jahr zum Landrat des Kreises Malmedy berufen.
1883 wird Bernhard von der Heydt zunächst kommissarischer und ab 3. August 1883 ordentlicher Landrat des Obertaunuskreises. In seiner Amtszeit erfolgte die Verlegung des Landratsamtes in die Louisenstraße 88 (das bisherige Hotel „Prince of Wales“). Als Landrat war von der Heydt Direktor des Rindschen Bürgerstiftes. Am 1. April 1886 erfolgt die Abtrennung des Landkreises Usingen von Obertaunuskreis.
1893 wird Bernhard von der Heydt als Abgeordneter in den Nassauischen Kommunallandtag gewählt, wo er dem Eingabenausschuss angehörte.
Zum Jahresende 1894 tritt er aus gesundheitlichen Gründen sowohl im Kommunallandtag als auch von seinem Amt als Landrat zurück.

## Familie
Bernhard von der Heydt war der Sohn des preußischen Finanzministers August von der Heydt und seiner Frau Julie, geborene Blank (1804–1865). Er heiratete am 14. Mai 1868 in Bonn Annie Luise Mathilde Loeschigk (22. Juli 1849 – 7. September 1922).